# 埼玉県道37号皆野両神荒川線

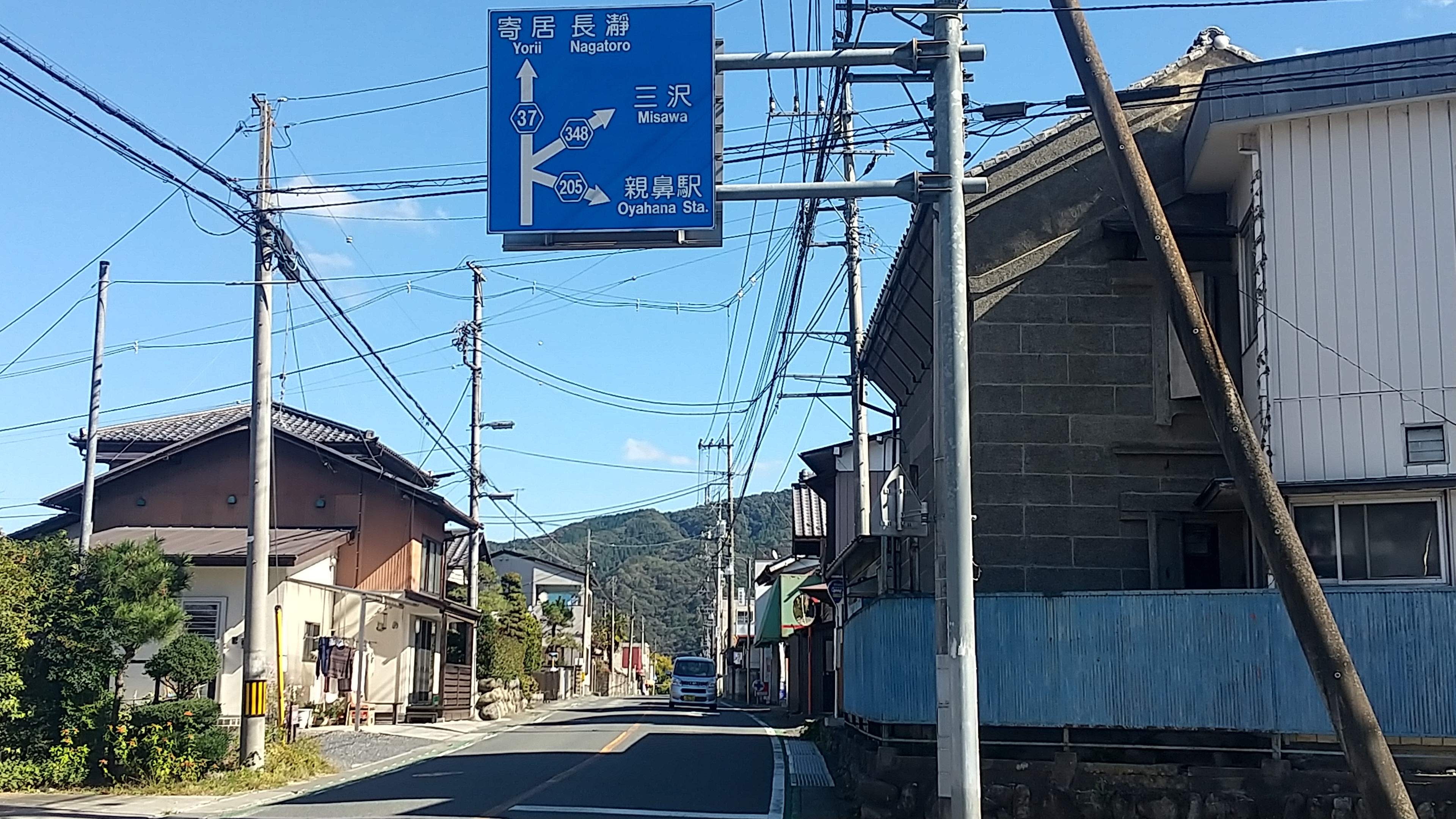
皆野町皆野付近

埼玉県道37号皆野両神荒川線（さいたまけんどう37ごう みなのりょうかみあらかわせん）は、埼玉県秩父郡皆野町より埼玉県秩父市に至る埼玉県の主要地方道（県道）である。

## 起点・終点
- 起点：埼玉県秩父郡皆野町（国道140号交点）
- 終点：埼玉県秩父市荒川贄川（国道140号交点）
- 総距離：32.666km
- 秩父市荒川贄川の区間ではバイパスを建設する計画がある。平成25年には第1期区間が開通した。第2期では双神トンネルを迂回する予定となっている[1]。

## 地理

### 接続する道路
| 交差する道路                    | 交差点名         | 所在地   | 所在地 |
| ------------------------------- | ---------------- | -------- | ------ |
| 国道140号                       | 金崎             | 皆野町   |        |
| 埼玉県道43号皆野荒川線          | 下原             | 皆野町   |        |
| 埼玉県道44号秩父児玉線          | 国神             | 皆野町   |        |
| 埼玉県道44号秩父児玉線          | 大淵             | 皆野町   |        |
| 埼玉県道270号吉田久長秩父線     |                  | 秩父市   |        |
| 埼玉県道363号石間下吉田線       |                  | 秩父市   |        |
| 埼玉県道71号高崎神流秩父線      | 宮戸             | 秩父市   |        |
| 国道299号                       | 黒海土バイパス前 | 小鹿野町 |        |
| 埼玉県道209号小鹿野影森停車場線 |                  | 小鹿野町 |        |
| 埼玉県道279号両神小鹿野線       |                  | 小鹿野町 |        |
| 埼玉県道367号薄小森線           |                  | 小鹿野町 |        |
| 国道140号                       | 贄川             | 秩父市   |        |

### 道の駅
- 龍勢会館
- 両神温泉薬師の湯

### 交差する鉄道と河川
- 秩父鉄道秩父本線
- 荒川（栗谷瀬橋）
- 吉田川
- 赤平川（黒海土橋）
- 小森川

### 沿線の主な施設
- 皆野郵便局
- 皆野町役場
- 皆野町文化会館
- 皆野町立皆野小学校
- 皆野町立皆野中学校
- 国神郵便局
- 秩父警察署国神駐在所
- 埼玉県立皆野高等学校
- 皆野町立国神小学校
- 秩父市役所 吉田総合支所（旧・吉田町役場）
- 小鹿野警察署上吉田駐在所
- おがの鹿公園
- 埼玉県立小鹿野高等学校
- 小鹿野町総合運動公園
- 三田川運動場（旧・小鹿野町立三田川中学校）
- 秩父消防本部 秩父消防署西分署
- 秩父ワイン
- 両神運動場（旧・小鹿野町立両神中学校）
- 小鹿野町役場 両神庁舎（旧・両神村役場）
- 両神郵便局
- 小鹿野町立両神小学校
- 小鹿野警察署両神駐在所
- クライミングパーク神怡館
- 国民宿舎両神荘
- 両神温泉
- 秩父市立荒川西小学校

## ギャラリー

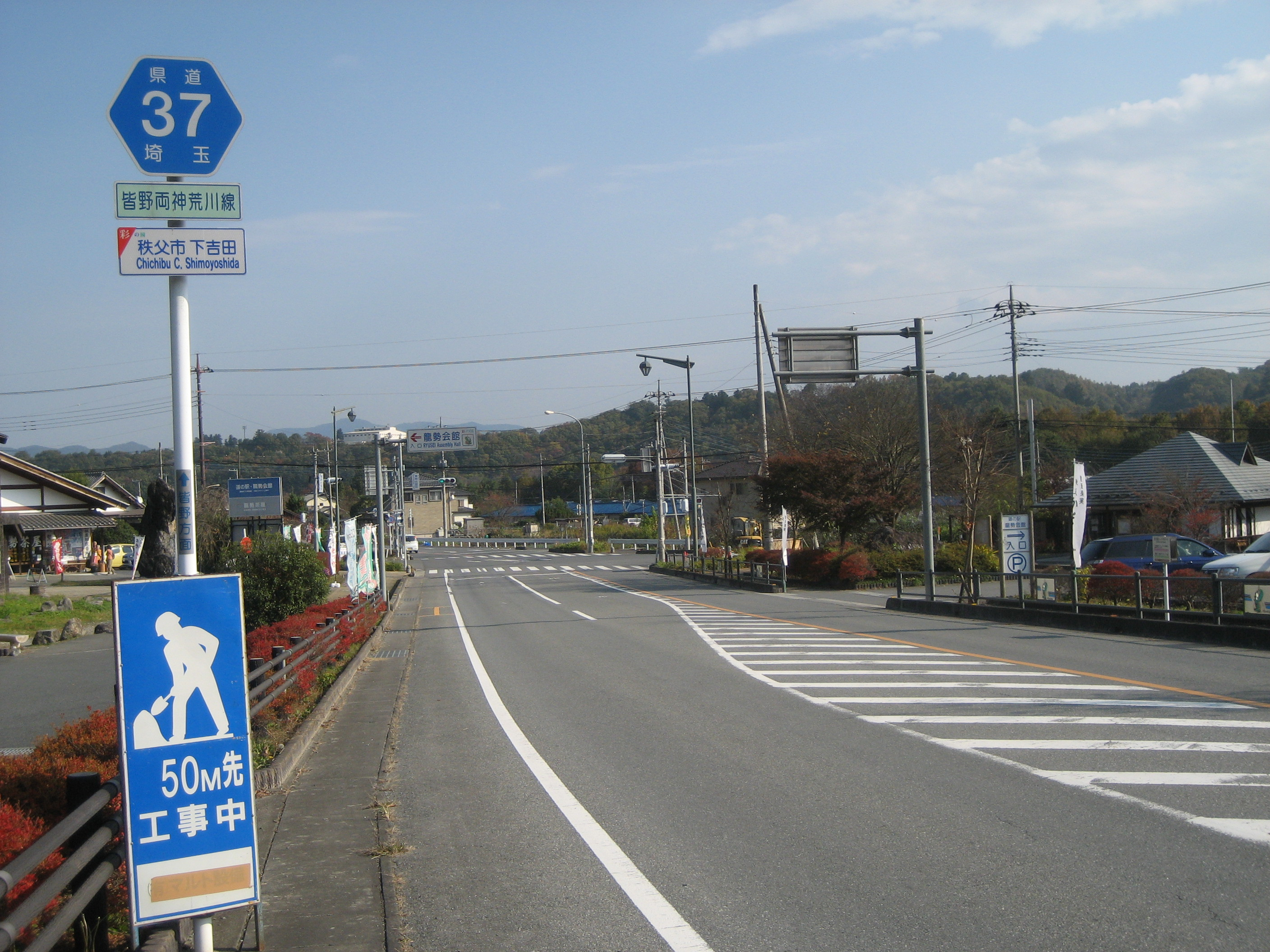
秩父市 道の駅龍勢会館付近
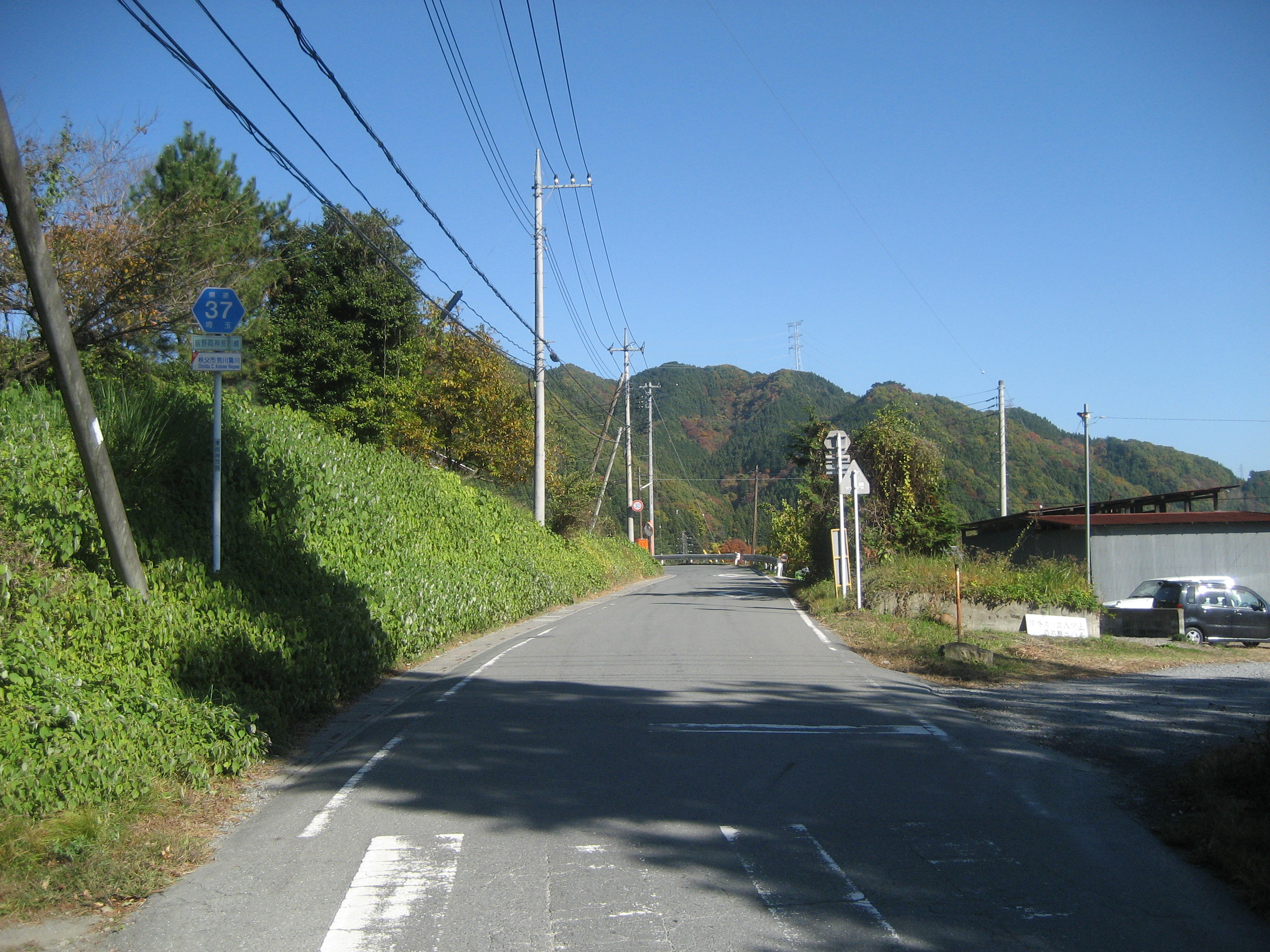
秩父市荒川贄川